# Santuario di San Paolo della Croce
Il santuario di San Paolo della Croce di Ovada (Alessandria) è un santuario dedicato a Paolo della Croce, santo che fondò la Congregazione della passione di Gesù Cristo ed è stato inaugurato nel 1988.

## Storia e descrizione
È situato a Ovada, nel luogo dove per molti decenni si ergeva una piccola chiesa prefabbricata, dedicata appunto a san Paolo della Croce, e voluta dalla comunità di una nuova zona della città che si era andata nel tempo espandendo con la costruzione di nuove case.
Grazie alla donazione di alcuni terreni da parte di famiglie della zona e alla dedizione del parroco di Ovada don Giovanni Valorio, nel 1984 è stata posta la prima pietra, e la costruzione è stata terminata quattro anni dopo.
Il progetto architettonico è del padre passionista Ottaviano D'Egidio, che ha voluto simboleggiare nella pianta semicircolare e nell'ardita copertura a vela, sostenuta da una struttura lignea lamellare, l'elevazione dello spirito umano verso la Divinità. La struttura muraria è, invece, in cemento armato a vista.